# Arkadelphia
Arkadelphia és una ciutat i capital del Comtat de Clark (Arkansas) dels Estats Units d'Amèrica. Segons el cens del 2007 tenia 10.833 habitants.

## Demografia
Segons el cens del 2000 Arkadelphia tenia 10.912 habitants, 3.865 habitatges, i 2.187 famílies. La densitat de població era de 574 habitants/km².
Dels 3.865 habitatges en un 27% hi vivien nens de menys de 18 anys, en un 38,6% hi vivien parelles casades, en un 15,3% dones solteres, i en un 43,4% no eren unitats familiars. En el 31,7% dels habitatges hi vivien persones soles el 13,7% de les quals corresponia a persones de 65 anys o més que vivien soles. El nombre mitjà de persones vivint en cada habitatge era de 2,26 i el nombre mitjà de persones que vivien en cada família era de 2,87.
Per edats la població es repartia de la següent manera: un 18,1% tenia menys de 18 anys, un 32,9% entre 18 i 24, un 20,4% entre 25 i 44, un 14,5% de 45 a 60 i un 14,1% 65 anys o més.
L'edat mediana era de 24 anys. Per cada 100 dones de 18 o més anys hi havia 82,4 homes.
La renda mediana per habitatge era de 25.671 $ i la renda mediana per família de 40.479 $. Els homes tenien una renda mediana de 30.152 $ mentre que les dones 19.459 $. La renda per capita de la població era de 13.268 $. Entorn del 17,8% de les famílies i el 24,9% de la població estaven per davall del llindar de pobresa.

## Poblacions properes
El següent diagrama mostra les poblacions més properes.